# Ascorbato di sodio
L'ascorbato di sodio è il sale sodico dell'acido ascorbico ed è uno dei vitameri della vitamina C. È un solido bianco inodore che diventa più scuro per esposizione alla luce.
L'ascorbato di sodio è un additivo alimentare autorizzato nell'Unione europea con la sigla E301, senza limiti quantitativi per tutti i prodotti alimentari in generale. Viene usato come antiossidante, e regolatore di acidità. Evita l'annerimento della frutta appena tagliata. Preserva il colore rosso della carne, anche in combinazione con nitriti. Spesso viene aggiunto a frutta e verdura in scatola, succhi di frutta, marmellata, gelatina, carne e salsiccia, pane, pasticceria, birra e vino. È usato anche per aumentare il contenuto di vitamina C. 
L'ascorbato di sodio è sintetizzato industrialmente dall'acido ascorbico (additivo alimentare E300), a sua volta ottenuto tramite il processo Reichstein. Sono allo studio processi biotecnologici alternativi utilizzando batteri, fermenti e microalghe.